# Борьба с моей семьёй
«Борьба с моей семьёй» (англ. Fighting with My Family) — британско-американский биографический спортивный комедийно-драматический фильм 2019 года, написанный и снятый Стивеном Мерчантом. Фильм основан на документальном фильме 2012 года «Рестлеры: Борьба с моей семьёй» Макса Фишера, фильм рассказывает о карьере английской женщины-рестлера Пейдж, которая прокладывает себе путь в WWE, а также о её брате Заке Зодиаке, который борется со своей неспособностью добиться такого же успеха. Флоренс Пью и Джек Лауден исполнили роли Пейдж и Зодиака соответственно, вместе с Леной Хиди, Ником Фростом, Винсом Воном и Дуэйном Джонсоном, последний также выступил в качестве продюсера.
Премьера фильма состоялась на кинофестивале «Сандэнс» 28 января 2019 года, а в кинотеатральный прокат в США он вышел 14 февраля 2019 года. Он получил положительные отзывы критиков, особенно за игру Пью и Вона. Мировые сборы фильма составили 41,5 млн долларов.

## Сюжет
Рестлеры Рик и Джулия Найт воспитывают своих детей, Сарайю и Зака, чтобы те пошли по их стопам; став взрослыми, братья и сестры подают заявление о вступлении в WWE, и их оценивает тренер-ветеран Хатч Морган, который соглашается дать им возможность попробовать свои силы перед записью SmackDown на O2 Arena, где они встречаются с легендой WWE Дуэйном «Скалой» Джонсоном. Незадолго до пробы Сарайя принимает сценическое имя «Пейдж».
Морган выбирает Пейдж для тренировок в WWE, но не Зака, несмотря на протесты Пейдж. Прибыв в NXT во Флориде, Пейдж испытывает трудности с тренировками, особенно учитывая, что её товарищи по тренировкам в основном модели и чирлидеры, не имеющие опыта в рестлинге и, следовательно, являющиеся плохими соперниками. Пейдж также с трудом справляется с исполнением речей, поскольку они противоречат её природным инстинктам, и страдает от того, что Морган постоянно преуменьшает её ошибки. Морган заставляет Зака вернуться домой после того, как дал понять, что он никогда не попадет в WWE, оставив Пейдж без поддержки.
Во время своего дебюта в WWE на живом мероприятии NXT Пэйдж подвергается нападкам толпы и замирает, покидая ринг в слезах. Она пытается обесцветить свои темные волосы и наносит аэрозольный загар в отчаянной попытке вписаться в компанию сверстников. Провалив полосу препятствий, Пейдж обрушивается на других стажеров за то, что они сплетничают о ней, хотя на самом деле это не так. Сочувствующий Морган открывает Пейдж истинную причину, по которой он не позволил Заку зарегистрироваться: лига заставила бы его работать в качестве джоббера (рестлера, который постоянно проигрывает), что разрушило бы его здоровье. Морган намекает, что подобный опыт заставил его отказаться от карьеры рестлера.
Полагая, что рестлинг того не стоит и что её жизнь была бы гораздо счастливее, если бы она помогала своим родителям тренировать других рестлеров, Пейдж решает уйти из WWE и вернуться в свой родной город. Она приезжает домой на рождественские каникулы, чтобы сообщить своей семье о своем решении. Разозленный тем, что она отказывается от мечты, которую ему не удалось осуществить, Зак нападает на Пейдж во время матча по рестлингу, а затем устраивает пьяную драку в баре. Пейдж меняет свое решение после того, как Зак ругает её за то, что она сдалась, и возвращается во Флориду, чтобы снова присоединиться к WWE. Она вновь утверждает свою индивидуальность, приняв свой первоначальный цвет волос и цвет кожи, быстро совершенствуется в тренировках, дружит и подбадривает многих своих товарищей по тренировкам.
Морган приводит стажеров на WrestleMania XXX, где Скала приветствует Пейдж и говорит ей, что она будет дебютировать на Raw следующей ночью против нынешней чемпионки WWE среди див, Эй Джей Ли. Пейдж дебютирует на Raw, где она снова замирает и подвергается жестокому избиению со стороны Ли, после чего, наконец, переводит дух и побеждает чемпионку. Забирая титул Ли себе, она с гордостью заявляет, что «теперь это МОЙ дом!», а её семья и друзья поддерживают её победу дома.

## В ролях
- Флоренс Пью — Сарайя «Пейдж» Найт, младшая сестра Зака и дочь Патрика и Джулии. Её трюки во время сцен борьбы исполняла Тесса Бланшар
- Тори Эллен Росс — юная Пейдж
- Лена Хиди — Джулия «Милая Сарайя» Найт, мать Пейдж и Зака и жена Патрика
- Ник Фрост — Патрик «Буйный Рикки» Найт, отец Пейдж и Зака и муж Джулии
- Джек Лауден — Зак «Зодиак» Найт, старший брат Пейдж и сын Патрика и Джулии
- Винс Вон — Хатч Морган, рекрутер и тренер WWE
- Дуэйн Джонсон — в роли самого себя / Скалы
- Теа Тринидад — Эй Джей Ли

## Критика
На сайте Rotten Tomatoes фильм имеет рейтинг 92 % основанный на 238 отзывах, со средней оценкой 7,2/10. В отзывах критиков на сайте говорится: «Как и рестлинг, который фильм прославляет, „Борьба с моей семьей“ преодолевает клише с мощной смесью энергии и преданной актёрской игры, которая должна оставить зрителей довольными». На Metacritic фильм получил средневзвешенный балл 68 из 100, основанный на оценках 38 критиков, что означает «в целом благоприятные отзывы».